# Juan Hernández Pérez
Juan Bautista• Hernández Pérez (ur. 24 grudnia 1962 w Pilón) – kubański pięściarz kategorii koguciej (do 54 kilogramów). Zdobył złoty medal letnich igrzysk olimpijskich w Moskwie.